# NSFW
工作場所不宜（英語：Not Safe/Suitable For Work），又稱上班不要看，是一個網絡用語，常指於互联网上的各種諸如電郵、影片或互動媒體（如：討論區、博客或各種社交网络服務網站）上出現的超链接，當中某些不適合上班時段观看、可能会冒犯上司或同事的内容，多指裸露、暴力、色情或冒犯等不适宜公众场合的内容。最初这个词在部落格上出现，在给出含有上述内容的超链接旁标注NSFW，用于警告观看者；後在论坛、帖子及有超链接之页面上也普遍适用NSFW。
2007年11月28日，美国博客网站Fark.com的所有者德鲁·柯蒂斯试图申请将NSFW注册為商标，但遭到拒绝。

## 界定
要決定一個網站是否屬於NSFW，這無可避免帶主觀因素，特別是學術界涉及與性學相關的研究時，往往受到挑戰。這樣的困難促成了幫助用戶鑑別NSFW內容的線上工具的開發。
NSFW的界定，對於在工作場地或學校的互聯網設備作個人用途的用戶來說尤為重要，因為這些地方往往都設有嚴禁（包括無意及有意）存取帶有色情意味的網站內容的規定。這種規定保障學校及公司網絡資源的合理使用，以免有公司資源或公帑購置的互聯網設備被濫用，又或避免場所內其他使用者受到騷擾。

## 延伸閲讀
- 老闆鍵